# (25242) 1998 UH15
1998 يو إتش 15 (ويعرف أيضًا باسم (25242) 1998 يو إتش 15 وفق تسمية الكوكب الصغير) (بالإنجليزية: 1998 UH15)‏ هو كويكب ضمن حزام الكويكبات؛ وترتيبه 25242 من حيث الاكتشاف.
اكتُشف هذا الجُرم الفلكي بواسطة ريتشارد ديفيس ‏ في 20 أكتوبر 1998.

## وصلات خارجية
- (25242) 1998 UH15 في قاعدة بيانات مختبر الدفع النفاث لأجرام النظام الشمسي الصغيرة

- الاكتشاف · مخطط المدار ·  العناصر المدارية · المعلمات المادية

- (25242) 1998 UH15 على موقع ويكي سكاي: DSS2, SDSS, GALEX, IRAS, Hydrogen α, X-Ray, Astrophoto, Sky Map, Articles and images